# 第30回帝国議会
第30回帝国議会（だい30かい ていこくぎかい）は、1912年（大正元年）12月27日に開会された大日本帝国の帝国議会（通常会）。

## 経緯・概要

### 第3次桂内閣の成立と護憲運動
1901年以来、日本の政治は桂太郎と西園寺公望が交代で政権を担う桂園時代が続いてきた。1912年（大正元年）11月、第2次西園寺内閣下で二個師団増設問題が発生、上原勇作陸軍大臣が増師問題で帷幄上奏した。山縣に妥協の意図もあったことを知らない上原は単独辞表を提出し、西園寺内閣と陸軍との対立は不可避となった。軍部大臣現役武官制によって後継陸相が得られなかったため、12月5日、西園寺内閣は総辞職した。山縣有朋・松方正義・大山巌・井上馨らの元老は、元老会議を10回もひらいて後継首相を誰にするか協議し、そこではさまざまな名前が出てきたが結局桂を登板させるしかなかった。会議は桂太郎を後継首相に推薦し、内大臣から首相となる不自然さを糊塗するため大正天皇から内閣総理大臣出馬を認める勅語を得て、1912年12月21日、第3次桂内閣が成立した。
一方、1912年（明治45年）5月には第11回衆議院議員総選挙が行われ、その結果、381議席のうち第一党の立憲政友会が209、第二党の立憲国民党が95議席を獲得していた。世論は、二個師団増設要求を強引に進めようとしているのは、陸軍と山縣・桂の「長州閥」の連携した動きであるとみて硬化し、怒りの声が上がった。第3次桂内閣成立の1週間前にあたる12月14日には慶應義塾出身者による社交クラブ、交詢社有志が発起人となり、「閥族打破・憲政擁護」をスローガンとして憲政擁護会が組織された（第一次護憲運動）。

### 停会で始まった第30議会
第30回帝国議会は、1912年（大正元年）12月24日に召集された。しかし、第3次桂内閣は上述の通り、その3日前に成立したばかりであった。内閣側は、予算編成には7週間が必要であるとして、24日、両院議長に対し慣例である翌年1月20日までの年末年始の休会を2月5日まで延長することを要求し、議会から拒否されたが、これは休会明けの議会を停会とすることの伏線となった。結局、帝国議会は慣例どおり12月27日に開会され、翌28日には全院委員長・常任委員の選出を行ったのみで休会に入った。再開は1月21日の予定であった。
桂は1912年8月に内大臣兼侍従長になったばかりであった。犬養毅によれば、これについては、山縣が自分の権勢を宮中にまで及ぼそうとして桂を送り込んだという見方と、桂が自らの権勢拡大のために自ら就任したという見方があり、後者の場合には宮中から躍り出て内閣を組織するか、あるいは寺内正毅に組閣させて宮中から政治を操ろうとしたかという見方が就任時にはとられていた。結果としては、宮中から躍り出て自ら組閣したかたちとなり、これは議会において、「宮中・府中の別」をあからさまに破る人事であるとして非難の声があがった。特に立憲政友会の尾崎行雄や立憲国民党の犬養毅らは第一次護憲運動の波に乗る政府攻撃の旗頭となり、実業家・都市民衆・ジャーナリストがこれを支持した。第3次桂内閣のメンバーは、従来の日英同盟・日露協約に加えて日独の連携を強化し、積極的な植民地経営を展開したうえで、さらに財政再建への強い意欲をこめた革新的性格を備えていた。桂は陸軍大臣・海軍大臣に文官をあてることも検討していた。しかし、そのような改革的姿勢は激昂した国民の注目するところではなく、国民の目からは、桂は二個師増設を強行する山縣系官僚・陸軍と同一にみえたのである。
桂太郎は自らの新党構想が明るみに出れば、世論の矛先は藩閥や政友会に向かい、自身は世論の支持を得られるものと楽観視していた。桂は、会期中の1913年（大正2年）1月20日、新党組織の計画を発表し（党名決定は2月7日）、軍部大臣文官制の導入のほか、行財政整理の推進（政友会の地方利益誘導政策の是正）、「国防会議」による軍備拡張額管理（編制大権）の制度化を政権に掲げた。
そして、翌21日の議会開会時、政友会が内閣不信任決議案を提出する機先を制して、15日間、議会を停会にして、入党者を求めて他党（政友会員、国民党院、藩閥系、貴族院議員）の切り崩しをはかった。しかし、新党に参加したのは加藤高明・後藤新平・若槻禮次郎ら入閣した新進官僚、大浦兼武ら山縣系官僚の一部、立憲国民党の一部、官僚系の中央倶楽部党員などであり、衆議院議員の4分の1に満たなかった。

### 詔勅論争
立憲政友会（総裁：西園寺公望）は衆議院で57パーセントの議席を占めており、尾崎行雄らは個人の資格で護憲運動にたずさわっていた。議会停会中、護憲運動はさらに過熱した。1月24日、東京・新富座にて憲政擁護第2回大会が開かれ、会場内に3千人、会場外には2万人に大群衆が詰めかけた。ただし、西園寺総裁以上に影響力のある原敬は、従来同様、桂と連携して政友会の党勢拡大の含みを残したいと考えていたので護憲運動への関与は慎重であった。現実主義者である彼は熱しやすく冷めやすい民衆運動に信を置いていなかった。しかし、護憲運動のなかで政友会の人気が急上昇しているようすをみて、桂につかず離れずの姿勢から1913年1月中旬以降は桂内閣に対して対決路線にシフトしていった。
議会が再開された1913年2月5日、第30回帝国議会で立憲政友会と立憲国民党は桂太郎内閣の不信任決議案を提議した。このとき、尾崎行雄は以下のような有名な弾劾演説を行っている。
この趣旨説明の演説の後、議会は再度、5日間の停会となり、議会周辺に詰めかけた群衆の間では騒然とした空気になった。2月10日、数万の群集が野党を激励するため国会議事堂を包囲し、結局1913年2月11日、第3次桂内閣は総辞職した（大正政変）。後継内閣は海軍大将山本権兵衛が立憲政友会を与党として組織した。第1次山本内閣では、政友会から原敬が内務大臣、高橋是清が大蔵大臣として入閣した。1913年3月26日、第30回帝国議会は閉会した。